# Centruroides

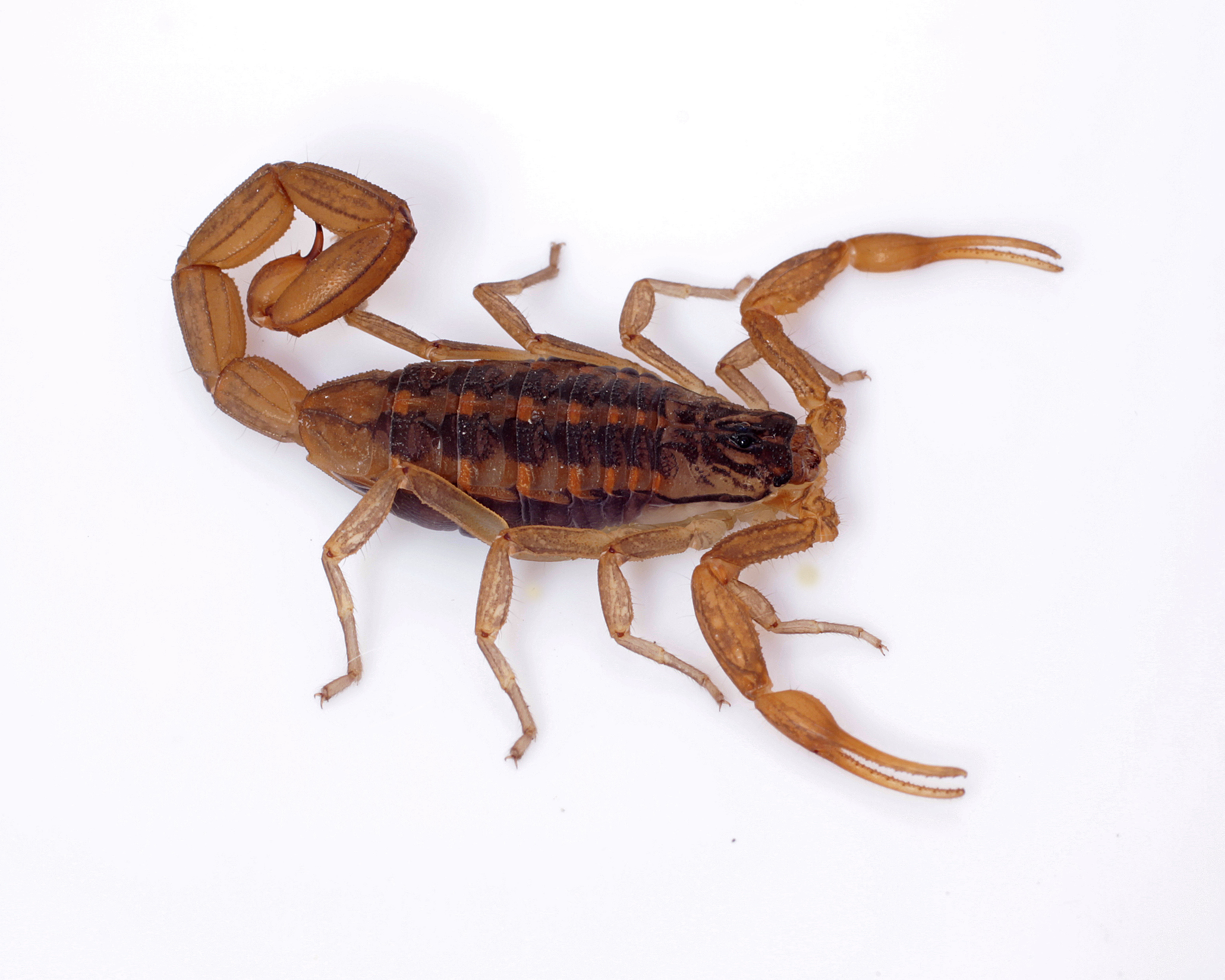
Centruroides infamatus

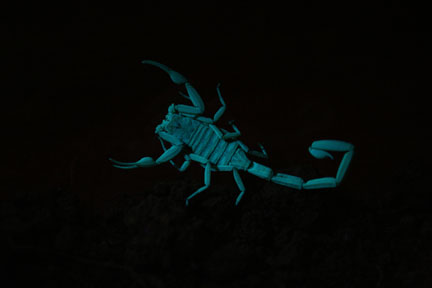
Centruroides sculpturatus w świetle ultrafioletowym

Centruroides – rodzaj skorpionów z rodziny Buthidae występujący w Ameryce Północnej oraz Środkowej. Niektóre gatunki są silnie jadowite, jad dorosłego osobnika może zabić człowieka. W ciągu roku notuje się w Meksyku około 1000 śmiertelnych ukąszeń skorpionów.

## Gatunki
Poniżej podano gatunki należące do rodzaju Centruroides, wraz z nazwiskiem odkrywcy i datą opisania.
| C. alayoni, Armas, 1999;               | C. anchorellus, Armas, 1976;             | C. arctimanus, Armas, 1976;             |
| C. balsasensis, Ponce & Francke, 2004; | C. bani, Armas & Marcano Fondeur, 1987;  | C. baracoae, Armas, 1999;               |
| C. barbudensis, Pocock, 1898;          | C. bertholdii, Thorell, 1876;            | C. bicolor, Pocock, 1898;               |
| C. chamulaensis, Hoffmann, 1932;       | C. chiapanensis, Hoffmann, 1932;         | C. elegans, Thorell, 1876;              |
| C. excilicauda, Wood, 1863;            | C. exilimanus, Teruel & Stockwell, 2002; | C. exsul, Meise, 1934;                  |
| C. farri, Armas, 1976;                 | C. flavopictus, Pocock, 1898;            | C. fulvipes, Pocock, 1898;              |
| C. gracilis, Latreille, 1804;          | C. griseus, C. L. Koch, 1844;            | C. guanensis, Franganillo, 1930;        |
| C. hentzi, Banks, 1900;                | C. hoffmanni, Armas, 1996;               | C. infamatus, C.L. Koch, 1844;          |
| C. insalanus, Thorell, 1876;           | C. jaragua, Armas, 1999;                 | C. koesteri, Kraepelin, 1912;           |
| C. limbatus, Pocock, 1898;             | C. limpidus, Karsch, 1879;               | C. luceorum, Armas, 1999;               |
| C. mahnerti, Lourenço, 1983;           | C. marcanoi, Armas, 1981;                | C. margaritatus, Gervais, 1841;         |
| C. melanodactylus, Teruel, 2001;       | C. navarroi, Teruel, 2001;               | C. nigrescens, Pocock, 1898;            |
| C. nigrimanus, Pocock, 1898;           | C. nigrovariatus, Pocock, 1898;          | C. nitidus, Thorell, 1876;              |
| C. noxius, Hoffmann, 1932;             | C. ochraceus, Pocock, 1898;              | C. orizaba, Armas & Martin-Frias, 2003; |
| C. pallidiceps, Pocock, 1902;          | C. platnicki, Armas, 1981;               | C. pococki, Sissom & Francke, 1983;     |
| C. rileyi, Sissom, 1995;               | C. robertoi, Armas, 1976;                | C. schmidti, Sissom, 1995;              |
| C. sculpturatus, Ewing, 1928;          | C. sissomi, Armas, 1996;                 | C. stockwelli, Teruel, 2001;            |
| C. subgranosus, Kraepelin, 1898;       | C. suffusus, Pocock, 1902;               | C. testaceus, DeGeer, 1778;             |
| C. thorellii, Kraepelin, 1891;         | C. underwoodi, Armas, 1976;              | C. vittatus, Say, 1821.                 |